# Sanlam Maroc
Sanlam Maroc S.A. (arabisch سنلام المغرب, DMG Sanlām al-Maġrib; ehemals Saham Assurance, arabisch سهام للتأمين / Sahām li-t-Taʾmīn) ist ein marokkanisches Unternehmen im Versicherungsbereich mit Sitz in Casablanca. Das Unternehmen ist eine der führenden marokkanischen Versicherungsgruppen. Im Bereich Kraftfahrzeugversicherungen ist sie die Nr. 1 in Marokko (Africa First Assist). Das Unternehmen ist auch im Rückversicherungsbereich tätig. Es hat 33 Versicherungsgesellschaften.
Der Umsatz verteilt sich wie folgt auf die einzelnen Geschäftsbereiche:
- Nicht-Lebensversicherungen (83,4 %): Kraftfahrzeug-, Hausrat-, Unfall- und Sachversicherungen;
- Lebensversicherungen (16,6 %): Verkauf von Spar-, Altersvorsorge-, Vorsorge- und Gesundheitsdienstleistungen.

Das Unternehmen ist in Marokko, Angola, Algerien, Tunesien, Ghana, Niger, Mali, Senegal, Burkina Faso, Elfenbeinküste, Togo, Benin, Kamerun, Gabun, Madagaskar, Burundi und Lesotho tätig.
Die Aktien sind an der Bourse de Casablanca notiert und Teil des Moroccan All Shares Index (MASI). Mehrheitsaktionäre sind die südafrikanische Versicherungsgruppe Sanlam (61,73 %) und die marokkanische Sanam Holding (21,56 %).

## Geschichte
Das Unternehmen wurde 1949 als North African and Intercontinental Insurance Company gegründet. 1965 wurde das Unternehmen eine Tochtergesellschaft der Caisse de dépôt et de gestion du Maroc. 1997 verkaufte der Staat Marokko seine Anteile an der Gesellschaft an die Arab Insurance Group, die mit 67 % des Kapitals Mehrheitsaktionär wurde. 2001 änderte die North African and Intercontinental Insurance Company ihren Namen in CNIA Assurance. 2005 wurden 67,01 % der Anteile an CNIA Assurance von der Saham-Gruppe übernommen. 2009 fusionierte CNIA mit Es Saada. 2010 erfolgte der Börsengang von CNIA Saada Assurance. Im gleichen Jahr wurde die Colina-Gruppe erworben. 2012 folgte die Akquisition von LIA Insurance (Libanon) und der Versicherungsgesellschaft GA Seguros (Angola), ebenso wurde Isaaf Sante ins Leben gerufen. 2013 wurden Tochtergesellschaften im Niger und im Kongo gegründet, es geschah die Gründung von Saham als Holdinggesellschaft und die Übernahme der Versicherungsgesellschaft Mercantile Insurance in Kenia.
Im Jahr 2014 wurde die Versicherungsgesellschaft Corar in Ruanda übernommen, ebenso die Unitrust Co Ltd in Nigeria. Es wurden die einheitliche Marke Saham Assurance und Saham Assistance für die Assistance-Tochtergesellschaften eingeführt. 2015 wurden die Continental Reinsurance plc in Nigeria übernommen und eine Lebensversicherungsgesellschaft in Gabun gegründet. Im gleichen Jahr wurden 30 % des Kapitals von SAHAM Finances durch die Sanlam Group übernommen. 2016 erfolgten die Akquirierung von Sun Insurance und die Gründung von drei Lebensversicherungsgesellschaften in Burkina Faso, Senegal und Togo. Im Jahr 2018 wurde Saham Finances vollständig durch die Sanlam Group übernommen. 2019 wurde aus Saham Finances die Sanlam Pan Africa, aus Sun Insurance wurde Sanlam Maurice. 2022 wurde in Marokko Saham Assurance in Sanlam umbenannt. Die Sanlam-Gruppe verkaufte an die NSIA-Gruppe ihre Lebensversicherungstöchter in Togo und Gabun sowie ihre Nichtlebensaktivitäten im Kongo und in Guinea.